# Lijst van voetbalinterlands Cambodja - Pakistan
Deze lijst van voetbalinterlands is een overzicht van alle officiële voetbalwedstrijden tussen de nationale teams van Cambodja en Pakistan. De landen hebben tot op heden vijf keer tegen elkaar gespeeld. De eerste ontmoeting, een kwalificatiewedstrijd voor de Azië Cup 1968, vond plaats in Rangoon (Birma) op 13 november 1967. Het laatste duel, een kwalificatiewedstrijd voor het Wereldkampioenschap voetbal 2026, werd gespeeld op 17 oktober 2023 in Islamabad.

## Wedstrijden
| № | Plaats     | Datum            | Competitie                 | Wedstrijd           | Uitslag |
| - | ---------- | ---------------- | -------------------------- | ------------------- | ------- |
| 1 | Rangoon    | 13 november 1967 | Azië Cup 1968 kwalificatie | Cambodja − Pakistan | 1 − 0   |
| 2 | Phnom Penh | 6 juni 2019      | WK 2022 kwalificatie       | Cambodja − Pakistan | 2 − 0   |
| 3 | Doha       | 11 juni 2019     | WK 2022 kwalificatie       | Pakistan − Cambodja | 1 − 2   |
| 4 | Phnom Penh | 12 oktober 2023  | WK 2026 kwalificatie       | Cambodja − Pakistan | 0 − 0   |
| 5 | Islamabad  | 17 oktober 2023  | WK 2026 kwalificatie       | Pakistan − Cambodja | 1 − 0   |

## Samenvatting
| Competitie            | Totaal gespeeld | Winst Cambodja | Gelijk | Winst Pakistan | Doelsaldo Cambodja – Pakistan |
| --------------------- | --------------- | -------------- | ------ | -------------- | ----------------------------- |
| WK-kwalificatie       | 4               | 2              | 1      | 1              | 4 − 2                         |
| Azië Cup-kwalificatie | 1               | 1              | 0      | 0              | 1 − 0                         |
| Totaal                | 5               | 3              | 1      | 1              | 5 − 2                         |

Wedstrijden bepaald door strafschoppen worden, in lijn met de FIFA, als een gelijkspel gerekend.
FFC · Cambodjaans vrouwenelftal
Afghanistan ·
Australië ·
Bahrein ·
Bangladesh ·
Bhutan ·
Brunei ·
China ·
Equatoriaal-Guinea ·
Filipijnen ·
Guam ·
Guinee ·
Guyana ·
Hongkong ·
India ·
Indonesië ·
Irak ·
Iran ·
Japan ·
Jemen ·
Jordanië ·
Kirgizië ·
Koeweit ·
Laos ·
Libanon ·
Macau ·
Malediven ·
Maleisië ·
Mongolië ·
Myanmar ·
Nepal ·
Noord-Korea ·
Oezbekistan ·
Oost-Timor ·
Pakistan ·
Palestina ·
Qatar ·
Saoedi-Arabië ·
Singapore ·
Sri Lanka ·
Syrië ·
Tadzjikistan ·
Taiwan ·
Thailand ·
Turkmenistan ·
Vietnam ·
Zuid-Korea ·
Zuid-Vietnam
PFF · A-Internationals · Olympisch elftal · Pakistaans vrouwenelftal
1950 – 1959 · 
1960 – 1969 · 
1970 – 1979 · 
1980 – 1989 · 
1990 – 1999 · 
2000 – 2009 · 
2010 – 2019 ·
2020 − 2029
Afghanistan ·
Bahrein ·
Bangladesh ·
Bhutan ·
Brunei ·
Cambodja ·
China ·
Djibouti ·
Filipijnen ·
Guam ·
India ·
Indonesië ·
Irak ·
Iran ·
Israël ·
Japan ·
Jemen ·
Jordanië ·
Kazachstan ·
Kenia ·
Kirgizië ·
Koeweit ·
Libanon ·
Macau ·
Malediven ·
Maleisië ·
Mauritius ·
Myanmar ·
Nepal ·
Noord-Korea ·
Oman ·
Palestina ·
Qatar ·
Saoedi-Arabië ·
Singapore ·
Sri Lanka ·
Syrië ·
Tadzjikistan ·
Taiwan ·
Thailand ·
Turkije ·
Turkmenistan ·
Verenigde Arabische Emiraten ·
Zuid-Korea ·
Zuid-Vietnam